# Kapu
Kapu – wieś w Estonii, w prowincji Järva, w gminie Koeru.